# Suzuki Dan
Dan Suzuki (sinh ngày 9 tháng 3 năm 1989) là một cầu thủ bóng đá người Nhật Bản.

## Sự nghiệp câu lạc bộ
Dan Suzuki đã từng chơi cho Vegalta Sendai.